# Réserve naturelle régionale des marais et sablières du massif de Saint-Thierry
La réserve naturelle régionale des marais et sablières du massif de Saint-Thierry (RNR329) est une réserve naturelle régionale située en région Grand Est. Classée en 2021, elle occupe une surface de 59,61 hectares.

## Localisation

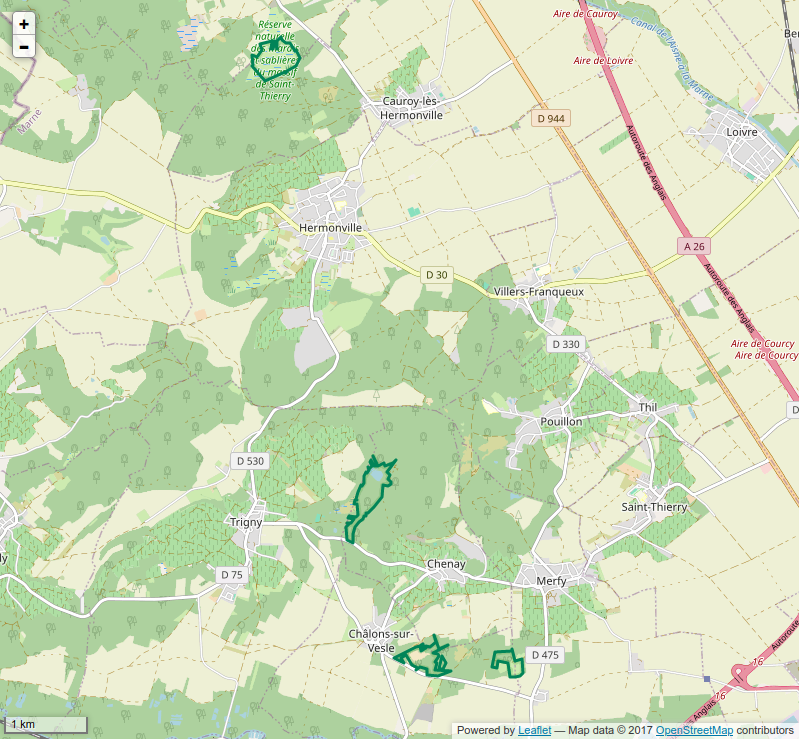
Périmètre de la réserve naturelle.

Le territoire de la réserve naturelle est dans le département de la Marne, sur les communes de Chalons-sur-Vesle, Chenay, Cormicy et Merfy.

## Administration, plan de gestion, règlement

### Outils et statut juridique
La réserve naturelle a été créée par une délibération du Conseil régional du 21 janvier 2021.